# Ellon (Regno Unito)
Ellon (in gaelico scozzese: Eilean Bhuchain o semplicemente Eilean) è una cittadina (e un tempo burgh) di circa 10.000 abitanti della Scozia nord-orientale, facente parte dell'area di consiglio dell'Aberdeenshire e situata lungo il corso del fiume Ythan, nell'area dei Monti Grampiani.
La località ebbe storicamente una posizione strategica e fu il centro principale della regione di Buchan.

## Geografia fisica
Ellon si trova a pochi chilometri dalla costa sul Mare del Nord, ad est di Oldmeldrum.

## Origini del nome
Il toponimo Ellon deriva dal termine gaelico Eilean, che significa "isola" e che fa riferimento alla sua posizione sul fiume Ythan.

## Storia
Si hanno notizie di un insediamento lungo il fiume Ythan, dove fu costruito un forte, già a partire dal 400 a.C.
All'inizio del Medioevo, Ellon divenne il luogo di potere della regione Buchan.
Nel corso del XII secolo, fu costruita ad Ellon un'abbazia cistercense, controllata dai monaci dell'abbazia di Kinross. Nel secolo seguente, il controllo della città passò nelle mani della famiglia Comyn.
Nel XIII secolo, la località ottenne lo status di burgh e in seguito fu costruito un castello in loco dalla famiglia Comyn.
Nel 1308, durante la guerra tra la famiglia Comyn e Robert the Bruce, Ellon fu completamente distrutta.
Ellon conobbe un enorme sviluppo a partire dagli anni cinquanta del XIX secolo, quando possedeva cinque chiese, tre alberghi e tre banche.

## Monumenti e luoghi d'interessi

### Architetture militari

#### Esslemont Castle
Nei dintorni di Ellon, si trovano le rovine dell'Esslemont Castle, risalente probabilmente al XV secolo..

## Società

### Evoluzione demografica
Al censimento del 2011, Ellon contava una popolazione pari a 10.268 abitanti, di cui 5.279 erano donne e 4.989 erano uomini.
La località ha conosciuto quindi un notevole incremento demografico rispetto al 2001, quando contava una popolazione pari a 8.790 abitanti. Il dato è però tendente a lieve ribasso(la popolazione stimata nel 2016 era di circa 10.160 abitanti).